# Escobaria hesteri
Escobaria hesteri là một loài thực vật có hoa trong họ Cactaceae. Loài này được (Y.Wright) Buxb. mô tả khoa học đầu tiên năm 1951.

## Hình ảnh

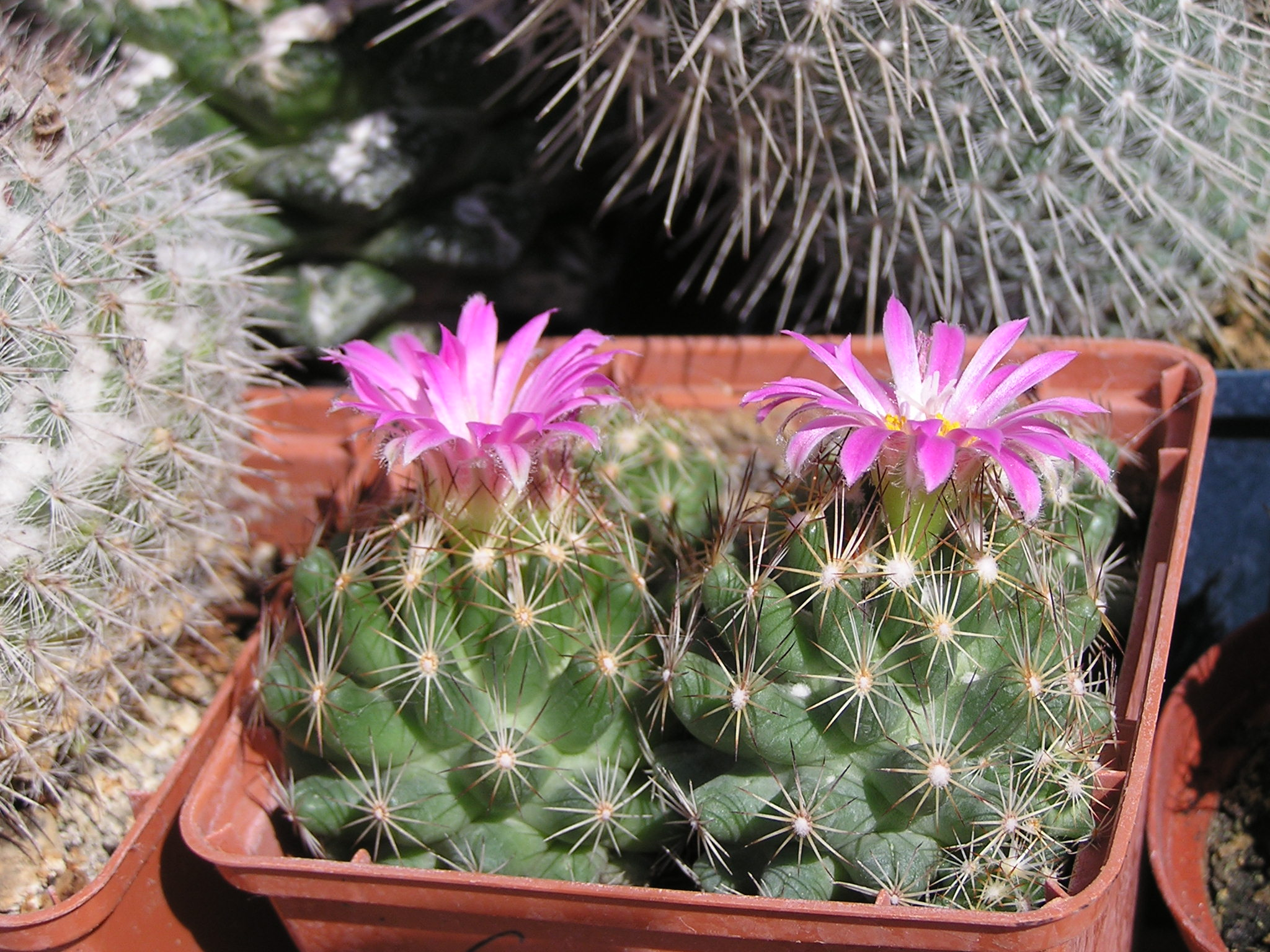